# Rue de la Balsamine (Bruxelles)
 (signalé en août 2025).
Si vous disposez d'ouvrages ou d'articles de référence ou si vous connaissez des sites web de qualité traitant du thème abordé ici, merci de compléter l'article en donnant les références utiles à sa vérifiabilité et en les liant à la section « Notes et références ».
- Archive Wikiwix
- Bing
- Cairn
- DuckDuckGo
- E. Universalis
- Gallica
- Google
- G. Books
- G. News
- G. Scholar
- Persée
- Qwant
- (zh) Baidu
- (ru) Yandex
- (wd) trouver des œuvres sur Wikidata

 (août 2025).
Motif : l'utilisateur qui a apposé ce bandeau n'a pas précisé le motif de la pose.
- Archive Wikiwix
- Bing
- Cairn
- DuckDuckGo
- E. Universalis
- Gallica
- Google
- G. Books
- G. News
- G. Scholar
- Persée
- Qwant
- (zh) Baidu
- (ru) Yandex
- (wd) trouver des œuvres sur Wikidata

| 1. | Préciser le motif de la pose du bandeau. | Précisez le motif de la pose du bandeau en utilisant la syntaxe suivante : {{admissibilité à vérifier\|date=août 2025\|motif=remplacez ce texte par le motif}}                                       |
| 2. | Informer les utilisateurs concernés.     | Pensez à avertir le créateur de l'article, par exemple, en insérant le code ci-dessous sur sa page de discussion : {{subst:avertissement admissibilité à vérifier\|Rue de la Balsamine (Bruxelles)}} |

Pour les articles homonymes, voir Rue de la Balsamine.
La rue de la Balsamine (en néerlandais: Balsamienstraat) est une rue bruxelloise située à Neder-Over-Heembeek, section de la commune de Bruxelles-ville, qui va de la rue de Heembeek à l'avenue des Pagodes en passant par la rue Warandeveld.
La Balsamine est une plante de la famille des Balsaminaceae. Ce sont des plantes herbacées, annuelles ou pérennes, des régions tempérées à tropicales (Asie, Europe, Afrique, Amérique du Nord).